# 辻井美香
辻井 美香（つじい よしか、1987年 〈昭和62年〉4月2日 - ）は、日本の元女性モデルで、元レースクイーン。三重県出身。

## 略歴
2009年、アップガレージ「ドリフトエンジェルス」のオーディションに合格し、初代メンバーとしてD1グランプリのレースクイーンを務める。当時のドリエンはTeam PantherとTeam Lacoonの2チームに分かれており、そのうち辻井と佐藤彩奈、碧井エリ、桃川ともみ、片山姫咲の5人はたぬき顔ということから“Team Lacoon”というチーム名が付けられていた。だが翌年（2010年）以降のドリエンは4人編成に統一されたため、このような体制は同年限りとなっている。
その後2012年、イー・スマイルに所属し、2013年のSUPER GTで「LEXUS TEAM PETRONAS TOM's“マツモトキヨシレースクイーン”」を務める。翌2014年と2015年は「LM corsa TWSプリンセス」として、SUPER GTとD1グランプリ、86/BRZレースのレースクイーンを2年間務めた。
2016年と2017年にはSUPER GT300クラス「B-MAX NDDP RACING GIRL」を務め、さらに2018年からはNDDP RACING with B-MAXがSUPER GT500クラスへグレードアップして、MOTULの冠を付けるようになったことから、辻井がもう一人の「MOTULサーキットレディ」として活動することになった。翌2019年も引き続きMOTULサーキットレディとしてNDDP RACING with B-MAXをサポートしたが、同年11月21日、自身のブログでレースクイーン卒業を発表。時に32歳であった。
その後2020年7月29日、イー・スマイルを退所したことを自身のブログで発表し、表舞台から退く。半年後の2021年1月30日に更新されたブログに於いて、アメリカ合衆国に移住したことを明かしている。

## 人物
- 3歳の頃からクラシックバレエを習い、中学からダンススクールでヒップホップを習う。高校時代はバトントワリング部でチアダンスをしていた[15]。
- 中央大学文学部を卒業。大学時代は世界史を専攻しており[16]、卒業後は海外留学を考えていたが、初代ドリエンで共働した南香織[注 4]の誘いを受け、イー・スマイルに所属することになった[13]。MOTULサーキットレディを取り上げた『ギャルズ・パラダイス 2019 SUPER GT レースクイーンオフィシャルガイドブック』では、行ってみたい国にニカラグアを挙げている[3]。
- TWSプリンセスで共働した渕脇レイナによると、とにかくマイペースで仕事はきっちりこなしており、好きなことややりたいことには凄くストイックだという[7]。
- 誕生日が2日違いの千葉えりか（旧「黒岩絵里佳」）と仲が良い[18][19]。
- RQ卒業後はヨガインストラクターを目指しており[13]、SNSでもヨガにハマる姿が見受けられる。イー・スマイルの同僚の小越しほみは「実際教えてもらえると、いかに楽してやってたか身に染みた」と感想を述べている[20]。

## 活動

### レースクイーン
| 年              | カテゴリー                         | チーム名                                                  |
| --------------- | ---------------------------------- | --------------------------------------------------------- |
| 2009年          | D1グランプリ                       | アップガレージ「ドリフトエンジェルス」Team Lacoon         |
| 2013年          | SUPER GT                           | LEXUS TEAM PETRONAS TOM's「マツモトキヨシレースクイーン」 |
| 2014年 - 2015年 | SUPER GT D1グランプリ 86/BRZレース | LM corsa TWSプリンセス                                    |
| 2016年 - 2017年 | SUPER GT                           | B-MAX NDDP RACING GIRL                                    |
| 2018年 - 2019年 | SUPER GT                           | NDDP RACING with B-MAX「MOTULサーキットレディ」           |

### イベント出演
| イベント名         | 出演年        | 出演ブース                            | 備考                                                   |
| ------------------ | ------------- | ------------------------------------- | ------------------------------------------------------ |
| 東京オートサロン   | 2013年 2014年 | MONZA JAPAN                           | 2014年は上原りさ子（当時は「都賀理佐子」名義）と共演。 |
| 東京オートサロン   | 2015年 2016年 | 大阪トヨペット「OTGモータースポーツ」 | TWSプリンセスとして出演。                              |
| 東京オートサロン   | 2017年        | NISSAN/NISMO                          | [ 1 ]                                                  |
| 東京オートサロン   | 2018年 2019年 | MOTUL                                 | [ 26 ] [ 27 ]                                          |
| 大阪オートメッセ   | 2015年 2016年 | 大阪トヨペット「OTGモータースポーツ」 | TWSプリンセスとして出演。                              |
| 東京モーターショー | 2013年        | GOODYEAR                              | 水村リア、森紗羅とも共演。                             |
| 東京モーターショー | 2017年        | 日本特殊陶業                          | [ 31 ]                                                 |
| 東京ゲームショウ   | 2017年        | KLab Games                            | [ 32 ]                                                 |

### イメージガール
- ボートレース「テレポートカップJLC杯」テレガール（2013年）[動画 1]
- au「ツナガルガール」（2013年）[33]
- 芦屋競艇場「G1全日本王座決定戦」（2015年2月19日 - 24日）[34]

### ラウンドガール
- World Series of Fighting Global Championship2 Japan:1（2016年2月6日、TOKYO DOME CITY HALL）[35]
- NIPPON FIGHT 2016（2016年12月31日、横浜・大さん橋ホール） - 小越しほみと共演[36][37]
- ボクシング IBF世界スーパーバンダム級タイトルマッチ・小國以載×岩佐亮佑（2017年9月13日、大阪府立体育会館）[注 5]